# Dunaj Moszoński
Dunaj Moszoński (węg. Mosoni Duna, słow. Mošonské rameno) – rzeka w zachodniej Słowacji i w północno-zachodnich Węgrzech; jedno z trzech koryt, na które Dunaj dzieli się przepływając przez Małą Nizinę Węgierską. 
Dunaj Moszoński odbija na południe od głównego koryta Dunaju tuż przed miejscem, w którym granica słowacko-węgierska zaczyna biec tym korytem. Towarzyszy Dunajowi na długości 60 km, jednak, ze względu na meandrowaty bieg, długość Dunaju Moszońskiego wynosi 180 km. Przepływ jest stabilny i wynosi na całej długości około 40 m³/s. Do Dunaju Moszońskiego wpadają Litawa (w górnym odcinku, koło miasta Mosonmagyaróvár) oraz Rába, Rábca i Marcal w dolnym biegu, koło miasta Győr. Dunaj Moszoński łączy się z głównym korytem Dunaju w okolicach węgierskiej wsi Venek. Wyspa rzeczna utworzona przez Dunaj Moszoński nosi nazwę Szigetköz i leży w całości na terenie Węgier. 
Podobnym bocznym korytem Dunaju po północnej stronie głównego nurtu jest Mały Dunaj, który tworzy największą w Europie wyspę rzeczną Žitný ostrov, należącą do Słowacji.